# Districtul Érd
Érd (în maghiară Érdi járás) este un district în județul Pest, Ungaria.
Districtul are o suprafață de 184,29 km2 și o populație de 117.304 locuitori (2013).